# Eastbridge
Eastbridge ist ein Dorf in der englischen Grafschaft Suffolk. Es liegt etwa 6,5 km nördlich von Leiston und 3 km entfernt von der Nordsee im Parish of Theberton, direkt südlich der Minsmere RSPB Reserve. Es grenzt an den Minsmere River, der sich durch eine Ebene aus trockengelegten und nicht trockengelegten Feuchtgebieten zieht, die als Minsmere Level bekannt ist.
Die Eastbridge Windpump steht inmitten dieser Marschlandschaft und wird vom Museum of East Anglian Life in Stowmarket erhalten. Außerdem gibt es Ruinen der mittelalterlichen Kapelle St Mary an der ursprünglichen Stätte von Leiston Abbey.
Die Ursprünge des Gasthauses Eels Foot Inn reichen bis ins Jahr 1533. Das heutige Bauwerk – großteils aus dem Jahr 1642 – war im 18. Jahrhundert ein beliebtes Wirtshaus von Dragonern und Schmugglern.

## Belege
1. ↑  Leiston Abbey (first site) with later chapel and pill box. (Memento des Originals vom 21. September 2019 im Internet Archive)  Info: Der Archivlink wurde automatisch eingesetzt und noch nicht geprüft. Bitte prüfe Original- und Archivlink gemäß Anleitung und entferne dann diesen Hinweis. Historic England (englisch).
2. ↑  History. The Eels Foot Inn, abgerufen am 9. Juni 2017 (englisch).